# Saul Raisin
Saul Raisin (født 6. januar 1983) er en amerikansk tidligere professionel cykelrytter, som har cyklet for det professionelle cykelhold Crédit Agricole. I 2006 vandt han 3. etape i Tour de Langkawi. Samme år fik han livstruende skader efter et voldsomt styrt i Milano-Sanremo. 